# Bohdalovice
Bohdalovice (deutsch Podesdorf) ist eine Gemeinde im Okres Český Krumlov in Tschechien. Sie liegt etwa neun Kilometer südlich von Český Krumlov und gehört zur Region Jihočeský kraj.

## Geographie
Bohdalovice befindet sich in der zum Böhmerwaldvorland gehörigen Českokrumlovská vrchovina (Krummauer Hügelland) auf einer Hochfläche. Gegen Süden liegt das Tal des Strážný potok.
Nachbarorte sind Větřní im Norden, Hašlovice (Hoschlowitz) im Osten, Zátoň und Slubice (Schlumnitz) im Südosten, Suš (Tusch) im Südwesten, Světlík im Westen und Slavkov (Lagau) im Nordwesten.

### Gemeindegliederung
Die Gemeinde Bohdalovice besteht aus den Ortsteilen
- Bohdalovice (Podesdorf)
- Kaliště (Gollitsch)
- Slavkov (Lagau)
- Slubice (Schlumnitz)
- Suš (Tusch)
- Svéraz (Tweras)

sowie den Ansiedlungen Bernášek, Bláha (Blaha), Kronet, Pod Svérazem und Velislavice (Weislowitz). Auf dem Gemeindegebiet befinden sich die erloschenen Siedlungen Brettmühle, Březí (Wuretzhöfen), Bučí (Putschen), Dětošín (Quitosching), Hajmín (Oberhaiming), Podolí (Unterheiming), Skubice (Tischlern) und Vadkov (Neudörfl).
Das Gemeindegebiet gliedert sich in die Katastralbezirke Bohdalovice u Větřní, Skubice, Slavkov u Českého Krumlova, Svéraz, Svéraz u Větřní und Větřní-Kaliště.

### Nachbargemeinden
| Hořice na Šumavě | Kájov                                       |        |
| Světlík          | Kompassrose, die auf Nachbargemeinden zeigt | Větřní |
|                  | Malšín                                      |        |

## Geschichte
Bohdalovice wurde erstmals 1310 als Bogdalowicz schriftlich erwähnt. Es war Klostergut der Propstei Ottau, die dem Kloster Ostrov gehörte. Die Hussiten verwüsteten Dorf und Kirche und verbrannten den hiesigen Pfarrer. Nachdem die Propstei Ottau während der Hussitenkriege untergegangen war, erwarben das Klostergut, vermutlich aufgrund einer Urkundenfälschung, die Rosenberger. Sie sind als Besitzer von Bohdalovice/Podesdorf für das Jahr 1483 nachgewiesen. Es bestand aus zwölf Bauern sowie einer Mühle und blieb bis zur Aufhebung der Patrimonialherrschaften mit der Herrschaft Krumau verbunden. Gepfarrt war es nach Tweras (Svéraz). Als Ortsbezeichnungen sind für das Jahr 1720 Potesdorf und 1789 Podesdorf belegt.
Ab 1850 bildete Podesdorf einen Ortsteil der Gemeinde Hoschlowitz / Hašlovice im Bezirk Krumau. Nach der Gründung der Tschechoslowakei 1918 erhielt Podesdorf die amtliche tschechische Ortsbezeichnung Bohdalovice. Nach dem Münchner Abkommen gehörte Podesdorf / Bohdalovice 1938 bis 1945 zum Landkreis Krummau an der Moldau im Reichsgau Oberdonau. Als Folge des Zweiten Weltkriegs erfolgte 1945/1946 die Vertreibung der deutschen Bevölkerung. Ab 1961 gehörte Bohdalovice als Ortsteil zu Větřní und ab 1980 zu Světlík. 1990 wurde Bohdalovice erstmals in seiner Geschichte zu einer selbständigen Gemeinde. Sie führt seit 1998 ein eigenes Wappen.

## Sehenswürdigkeiten
- Slavkov: Festung aus der Mitte des 14. Jahrhunderts
- Slavkovský Chlumek: 1,06 ha großes, hügeliges Naturreservat, vor allem zum Schutz des Europäischen Alpenveilchens
- Suš: Bauernhäuser
- Svéraz: Kirche St. Peter und Paul, 1357 erstmals erwähnt, Barockumbau in den Jahren 1774–75; Pfarrhaus und Friedhof; Marienkapelle